# 三十六小洞天
道家三十六小洞天，相对于十大洞天而言，其“亦上仙所统治之处也”。

## 分类
- 霍桐山洞——周回三千里，名曰霍林洞天，在福州长溪县，属仙人王纬玄治之。
- 东岳泰山洞——周回一千里，名曰蓬玄洞天，在兖州乾封县，属山图公子治之。
- 南岳衡山洞——周回七百里，名曰朱陵洞天，在衡州衡山县，仙人石长生治之。
- 西岳华山洞——周回三百里，名曰惣仙洞天，在华州华阴县，真人惠车子主之。
- 北岳恒山洞——周回三千里，名曰惣玄洞天，在恒州常山曲阳县，真人郑子真治之。
- 中岳嵩山洞——周回三千里，名曰司马洞天，在东都登封县，仙人邓云山治之。
- 峨眉山洞——周回三百里，名曰虚陵洞天，在嘉州峨嵋县，真人唐览治之。
- 庐山洞——周回一百八十里，名曰洞灵真天，在江州德安县，真人周正时治之。
- 四明山洞——周回一百八十里，名曰山赤水天，在越州上虞县，真人刁道林治之。
- 会稽山洞——周回三百五十里，名曰极玄大亢天，在越州山阴县镜湖中，仙人郭华治之。
- 太白山洞——周回五百里，名曰玄德洞天，在京北府长安县连终南山，仙人张季连治之。
- 西山洞——周回三百里，名曰天柱宝极玄天，在洪州南昌县，真人唐公成治之。
- 小沩山洞——周回三百里，名曰好生玄上天，在潭州澧陵县，仙人花丘林治之。
- 潜山洞——周回八十里，名曰天柱司玄天，在舒州怀宁县，仙人稷丘子治之。
- 鬼谷山洞——周回七十里，名曰贵玄司真天，在信州贵溪县，真人崔文子治之。
- 武夷山洞——周回一百二十里，名曰真升化玄天，在建州建阳县，真人刘少公治之。
- 笥山洞——周回一百二十里，名曰太玄法乐天，在吉州永新县，真人梁伯鸾主之。
- 华盖山洞——周回四十里，名曰容成大玉天，在温州永嘉县，仙人平公修治之。
- 盖竹山洞——周回八十里，名曰长耀宝光天，在台州黄岩县，属仙人商丘子治之。
- 都峤山洞——周回一百八十里，名曰宝玄洞天，在容州普宁县，仙人刘根治之。
- 白石山洞——周回七十里，名曰秀乐长真天，在云和州含山县，白真人治之。
- 岣漏山洞——周回四十里，名曰玉阙宝圭天，在客州北流县，属仙人饯真人治之。
- 疑山洞——周回三千里，名曰朝真太虚天，在道州延唐县，仙人严真青治之。
- 洞阳山洞——周回一百五十里，名曰洞阳隐观天，在潭州长沙县，刘真人治之。
- 幕阜山洞——周回一百八十里，名曰玄真太元天，在鄂州唐年县，属陈真治之。
- 大酉山洞——周回一百里，名曰大酉华妙天，去辰州七十里，尹真人治之。
- 金庭山洞——周回三百里，名曰金庭崇妙天，在越州剡县，属赵仙伯治之。
- 麻姑山洞——周回一百五十里，名曰丹霞天，在抚州南城县，属王真人治之。
- 仙都山洞——周回三百里，名曰仙都祈仙天，在处州缙云县，属赵真人治之。
- 青田山洞——周回四十五里，名曰青田大鹤天，在处州青田县，属付真人治之。
- 钟山洞——周回一百里，名曰朱日太生天，在润州上元县，属龚真人治之。
- 良常山洞——周回三十里，名曰良常放命洞天，在润州句容县，属李治之。
- 紫盖山洞——周回八十里，名曰紫玄洞照天，在荆州常阳县，属公羽真人治之。
- 目山洞——周回一百里，名曰天盖涤玄天，在杭州余杭县，属姜真人治之。
- 桃源山洞——周回七十里，名曰白马玄光天，在玄州武陵县，属谢真人治之。
- 金华山洞——周回五十里，名曰金华洞元天，在婺州金华县，属戴真人治之。